# Liste des stations Navtex
 (octobre 2020).
La liste des stations Navtex donne le réseau de navigation par telex (Navtex), un service international d'information maritime qui fournit entre autres des avertissements et prévisions météorologiques.

## Stations

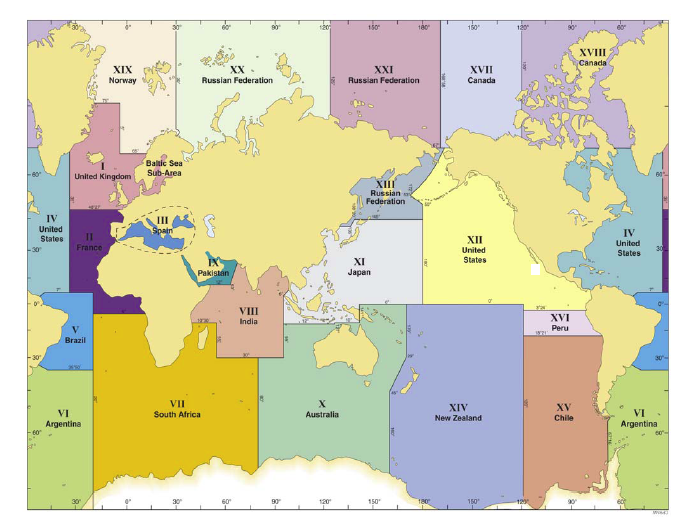
Cartes des 21 NAVAREAS qui divisent les océans du monde. Chaque zone attribue la responsabilité d'envoyer les informations marines et de sécurité aux bateaux en mer, appartenant au Global Maritime Distress and Safety System (GMDSS).

Cette liste peut être améliorée en déterminant l'emplacement exact de l'antenne de transmission.
La portée des stations est indiquée en mille marins.

## Navarea 1 – Atlantic Nord, Mer du Nord, Mer Baltique
518 kHz (international)
| ID | Station                | Opérateur | Position                           | État   | Heures de transmission (UTC)             | Portée | Active |
| -- | ---------------------- | --------- | ---------------------------------- | ------ | ---------------------------------------- | ------ | ------ |
| A  | Svalbard               | NOR       | 78° 03′ 25″ N, 13° 36′ 35″ E       | NO     | 00:00, 04:00, 08:00, 12:00, 16:00, 20:00 | 450    | oui    |
| B  | Bodø                   | NOR       | 67° 16′ 00″ N, 14° 23′ 00″ E       | NO     | 00:10, 04:10, 08:10, 12:10, 16:10, 20:10 | 450    | oui    |
| C  | Vardø                  | NOR       | 70° 22′ 15,2″ N, 31° 05′ 50,6″ E   | NO     | 00:20, 04:20, 08:20, 12:20, 16:20, 20:20 | 450    | oui    |
| D  | Tórshavn               | FRO       | 62° 00′ 53,8″ N, 6° 48′ 00,2″ O    | FR     | 00:30, 04:30, 08:30, 12:30, 16:30, 20:30 | 250    | oui    |
| E  | Niton                  | GBR       | 50° 35′ 10,67″ N, 1° 15′ 17,12″ O  | GB-IOW | 00:40, 04:40, 08:40, 12:40, 16:40, 20:40 | 270    | oui    |
| G  | Cullercoats            | GBR       | 55° 04′ 23,52″ N, 1° 27′ 47,64″ O  | GB-NTY | 01:00, 05:00, 09:00, 13:00, 17:00, 21:00 | 270    | oui    |
| H  | Bjuröklubb             | SWE       | 64° 27′ 41,9″ N, 21° 35′ 30,6″ E   | SE     | 01:10, 05:10, 09:10, 13:10, 17:10, 21:10 | 300    | oui    |
| I  | Grimeton               | SWE       | 57° 06′ 11″ N, 12° 23′ 08″ E       | SE     | 01:20, 05:20, 09:20, 13:20, 17:20, 21:20 | 300    | oui    |
| J  | Gislövshammar          | SWE       | 55° 29′ 20,1″ N, 14° 18′ 51,2″ E   | SE     | 01:30, 05:30, 09:30, 13:30, 17:30, 21:30 | 300    | oui    |
| K  | Niton                  | GBR       | 50° 35′ 10,67″ N, 1° 15′ 17,12″ O  | FR     | 01:40, 05:40, 09:40, 13:40, 17:40, 21:40 | 270    | oui    |
| L  | Rogaland               | NOR       | 58° 39′ 31,74″ N, 5° 36′ 13,6″ E   | NO     | 01:50, 05:50, 09:50, 13:50, 17:50, 21:50 | 450    | oui    |
| M  | Jeløy                  | NOR       | 59° 26′ 09″ N, 10° 35′ 22″ E       | NO     | 02:00, 06:00, 10:00, 14:00, 18:00, 22:00 | 150    | oui    |
| N  | Ørlandet               | NOR       | 63° 39′ 40,3″ N, 9° 32′ 43,8″ E    | NO     | 02:10, 06:10, 10:10, 14:10, 18:10, 22:10 | 450    | oui    |
| O  | Portpatrick            | GBR       | 54° 50′ 38,56″ N, 5° 07′ 28,12″ O  | GB-DGY | 02:20, 06:20, 10:20, 14:20, 18:20, 22:20 | 270    | oui    |
| P  | Netherlands Coastguard | NLD       | 52° 05′ 42,46″ N, 4° 15′ 28,71″ E  | NL     | 02:30, 06:30, 10:30, 14:30, 18:30, 22:30 | 110    | oui    |
| Q  | Malin Head             | IRL       | 55° 21′ 47,8″ N, 7° 20′ 21,3″ O    | IE     | 02:40, 06:40, 10:40, 14:40, 18:40, 22:40 | 400    | oui    |
| R  | Saudanes               | ISL       | 66° 11′ 10,5″ N, 18° 57′ 06,72″ O  | IS     | 02:50, 06:50, 10:50, 14:50, 18:50, 22:50 | 550    | oui    |
| S  | Pinneberg              | DEU       | 53° 40′ 24″ N, 9° 48′ 31″ E        | DE     | 03:00, 07:00, 11:00, 15:00, 19:00, 23:00 | 300    | oui    |
| T  | Oostende               | BEL       | 51° 10′ 56,2″ N, 2° 48′ 23,54″ E   | BE     | 03:10, 07:10, 11:10, 15:10, 19:10, 23:10 | 55     | oui    |
| F  | Tallinn                | EST       | 59° 27′ 51,84″ N, 24° 21′ 26,26″ E | EE     | 03:20, 07:20, 11:20, 15:20, 19:20, 23:20 | 250    | oui    |
| V  | Oostende               | BEL       | 51° 10′ 56,2″ N, 2° 48′ 23,54″ E   | BE     | 03:30, 07:30, 11:30, 15:30, 19:30, 23:30 | 55     | oui    |
| W  | Valentia               | IRL       | 51° 55′ 47,12″ N, 10° 20′ 56,5″ O  | IE     | 03:40, 07:40, 11:40, 15:40, 19:40, 23:40 | 400    | oui    |
| X  | Grindavik              | ISL       | 63° 49′ 59,55″ N, 22° 27′ 02,83″ O | IS     | 03:50, 07:50, 11:50, 15:50, 19:50, 23:50 | 550    | oui    |

490 kHz (national)
| ID | Station     | Opérateur | Position                           | État   | Heures de transmission (UTC)             | Portée | Active |
| -- | ----------- | --------- | ---------------------------------- | ------ | ---------------------------------------- | ------ | ------ |
| C  | Portpatrick | GBR       | 54° 50′ 38,56″ N, 5° 07′ 28,12″ O  | GB-DGY | 00:20, 04:20, 08:20, 12:20, 16:20, 20:20 | 270    |        |
| E  | Saudanes    | ISL       | 66° 11′ 10,5″ N, 18° 57′ 06,72″ O  | IS     | 00:40, 04:40, 08:40, 12:20, 16:40, 20:40 | 550    | oui    |
| I  | Niton       | GBR       | 50° 35′ 10,67″ N, 1° 15′ 17,12″ O  | GB-IOW | 01:20, 05:20, 09:20, 13:20, 17:20, 21:20 | 270    |        |
| K  | Grindavik   | ISL       | 63° 49′ 59,55″ N, 22° 27′ 02,83″ O | IS     | 01:40, 05:40, 09:40, 13:40, 17:40, 21:40 | 550    | oui    |
| L  | Pinneberg   | DEU       | 53° 40′ 24″ N, 9° 48′ 31″ E        | DE     | 01:50, 05:50, 09:50, 13:50, 17:50, 21:50 | 300    | oui    |
| U  | Cullercoats | GBR       | 55° 04′ 23,52″ N, 1° 27′ 47,64″ E  | GB-NTY | 03:20, 07:20, 11:20, 15:20, 19:20, 23:20 | 270    |        |

## Navarea 2 – Atlantique Est
518 kHz (international)
| ID | Station          | Opérateur | Position                           | Heures de transmission (UTC)             | Portée | active? |
| -- | ---------------- | --------- | ---------------------------------- | ---------------------------------------- | ------ | ------- |
| A  | Cross Corsen     | FRA       | 48° 28′ 33,71″ N, 5° 03′ 13,31″ O  | 00:00, 04:00, 08:00, 12:00, 16:00, 20:00 | 300    | oui     |
| D  | Coruna           | ESP       | 43° 22′ 01,3″ N, 8° 27′ 06,7″ O    | 00:30, 04:30, 08:30, 12:30, 16:30, 20:30 | 400    | oui     |
| F  | Horta            | POR       | 38° 31′ 47,54″ N, 28° 37′ 44,12″ O | 00:50, 04:50, 08:50, 12:50, 16:50, 20:50 | 640    | oui     |
| G  | Tarifa           | ESP       | 36° 02′ 31,2″ N, 5° 33′ 23,78″ O   | 01:00, 05:00, 09:00, 13:00, 17:00, 21:00 | 400    | oui     |
| I  | Las Palmas       | ESP       | 27° 45′ 30,68″ N, 15° 36′ 19,3″ O  | 01:20, 05:20, 09:20, 13:20, 17:20, 21:20 | 400    | oui     |
| M  | Casablanca       | MRC       | 33° 36′ N, 7° 38′ O                | 02:00, 06:00, 10:00, 14:00, 18:00, 22:00 | 180    | non     |
| P  | Porto Santo      | POR       | 33° 03′ 58,6″ N, 16° 21′ 19,5″ O   | 02:30, 06:30, 10:30, 14:30, 18:30, 22:30 |        | non     |
| R  | Monsanto         | POR       | 38° 43′ 53,8″ N, 9° 11′ 26,2″ O    | 02:50, 06:50, 10:50, 14:50, 18:50, 22:50 | 530    | oui     |
| U  | Ribeira de Vinha | CPV       | 16° 51′ 11,62″ N, 25° 00′ 11,51″ O | 03:20, 07:20, 11:20, 15:20, 19:20, 23:20 | 250    | oui     |
| X  | Cabo La Nao      | ESP       | 38° 43′ 23,73″ N, 0° 09′ 40,92″ E  | 03:50, 07:50, 11:50, 15:50, 19:50, 23:50 |        | oui     |

490 kHz (national)
| ID | Station      | Opérateur | Position                           | Heures de transmission (UTC)             | Portée | Active |
| -- | ------------ | --------- | ---------------------------------- | ---------------------------------------- | ------ | ------ |
| A  | Las Palmas   | ESP       | 27° 45′ 30,68″ N, 15° 36′ 19,3″ O  | 00:00, 04:00, 08:00, 12:00, 16:00, 20:00 |        | yes    |
| E  | Cross Corsen | FRA       | 48° 24′ 50,6″ N, 4° 47′ 17″ O      | 00:40, 04:40, 08:40, 12:40, 16:40, 20:40 | 300    | yes    |
| G  | Monsanto     | POR       | 38° 43′ 53,8″ N, 9° 11′ 26,2″ O    | 01:00, 05:00, 09:00, 13:00, 17:00, 21:00 | 530    | yes    |
| J  | Horta        | POR       | 38° 31′ 47,54″ N, 28° 37′ 44,12″ O | 01:30, 05:30, 09:30, 13:30, 17:30, 21:30 | 640    | no     |
| M  | Porto Santo  | POR       | 33° 03′ 58,6″ N, 16° 21′ 19,5″ O   | 02:00, 06:00, 10:00, 14:00, 18:00, 22:00 |        | no     |
| M  | Cabo La Nao  | ESP       | 38° 43′ 23,73″ N, 0° 09′ 40,92″ E  | 02:00, 06:00, 10:00, 14:00, 18:00, 22:00 |        | yes    |
| P  | São Vicente  | CPV       | 16° 51′ 11,62″ N, 25° 00′ 11,51″ O | 02:30, 06:30, 10:30, 14:30, 18:30, 22:30 | 250    | yes    |
| T  | Niton        | GBR       | 50° 34′ 54,61″ N, 1° 17′ 41,94″ O  | 03:10, 07:10, 11:10, 15:10, 19:10, 23:10 | 270    | yes    |
| T  | Tarifa       | ESP       | 36° 02′ 31,2″ N, 5° 33′ 23,78″ O   | 03:10, 07:10, 11:10, 15:10, 19:10, 23:10 |        | yes    |
| W  | Coruna       | ESP       | 43° 22′ 01,3″ N, 8° 27′ 06,7″ O    | 03:40, 07:40, 11:40, 15:40, 19:40, 23:40 |        | yes    |

## Navarea 3 – Mer Méditerranée
518 kHz (international)
| ID | Station        | Opérateur | Position                           | Heures de transmission (UTC)              | Portée  | Active |
| -- | -------------- | --------- | ---------------------------------- | ----------------------------------------- | ------- | ------ |
| A  | Novorossiïsk   | RUS       | 44° 35′ 56,8″ N, 37° 57′ 05,19″ E  | 03:00, 07:00, 11:00, 15:00, 19:00, 23:00  | 300     | oui    |
| B  | Algier         | ALG       | 36° 44′ 00″ N, 3° 10′ 48″ E        | 00:10, 02:10, ..., 22:10 (alle 2 Stunden) | 150     | oui    |
| B  | Kerch          | RUS       | 45° 20′ 50″ N, 36° 32′ 40″ E       | 01:00, 05:00, 09:00, 13:00, 17:00, 21:00  | 120     | oui    |
| C  | Odessa         | UKR       | 46° 22′ 39,4″ N, 30° 44′ 53,6″ E   | 02:30, 06:30, 10:30, 14:30, 18:30, 22:30  | 280     | oui    |
| D  | Istanbul       | TUR       | 41° 04′ N, 28° 57′ E               | 00:30, 04:30, 08:30, 12:30, 16:30, 20:30  | 250-400 | oui    |
| E  | Samsun         | TUR       | 41° 23′ 12″ N, 36° 11′ 18″ E       | 00:40, 04:40, 08:40, 12:40, 16:40, 20:40  | 250-400 | oui    |
| F  | Antalya        | TUR       | 36° 09′ 09″ N, 32° 26′ 24″ E       | 00:50, 04:50, 08:50, 12:50, 16:50, 20:50  | 250-400 | oui    |
| H  | Iraklio        | GRC       | 35° 19′ 22,3″ N, 25° 44′ 56,35″ E  | 01:10, 05:10, 09:10, 13:10, 17:10, 21:10  | 280     | oui    |
| I  | Izmir          | TUR       | 38° 16′ 33″ N, 26° 16′ 03″ E       | 01:20, 05:20, 09:20, 13:20, 17:20, 21:20  | 250-400 | oui    |
| J  | Varna          | BUL       | 43° 04′ 05″ N, 27° 47′ 10″ E       | 01:30, 05:30, 09:30, 13:30, 17:30, 21:30  | 350     | oui    |
| K  | Kerkyra        | GRC       | 39° 36′ 26″ N, 19° 53′ 27″ E       | 01:40, 05:40, 09:40, 13:40, 17:40, 21:40  | 280     | oui    |
| L  | Limnos         | GRC       | 39° 54′ 23″ N, 25° 10′ 53″ E       | 01:50, 05:50, 09:50, 13:50, 17:50, 21:50  | 280     | oui    |
| M  | Cyprus         | CYP       | 35° 02′ 53,8″ N, 33° 17′ 01,06″ E  | 02:00, 06:00, 10:00, 14:00, 18:00, 22:00  | 200     | oui    |
| N  | Alexandria     | EGY       | 31° 11′ 53,12″ N, 29° 51′ 52,18″ E | 02:10, 06:10, 10:10, 14:10, 18:10, 22:10  | 350     | oui    |
| O  | Malta          | MLT       | 35° 48′ 54,76″ N, 14° 31′ 36,88″ E | 02:20, 06:20, 10:20, 14:20, 18:20, 22:20  | 400     | oui    |
| P  | Haifa          | ISR       | 32° 49′ 40,1″ N, 34° 58′ 09,5″ E   | 00:20, 04:20, 08:20, 12:20, 16:20, 20:20  | 200     | oui    |
| Q  | Split          | HRV       | 43° 10′ 54,7″ N, 16° 25′ 20,4″ E   | 02:40, 06:40, 10:40, 14:40, 18:40, 22:40  | 85      | oui    |
| R  | La Maddalena   | ITA       | 41° 13′ 22″ N, 9° 23′ 56″ E        | 02:50, 06:50, 10:50, 14:50, 18:50, 22:50  | 320     | oui    |
| T  | Kelibia        | TUN       | 36° 48′ 06,55″ N, 11° 02′ 14,54″ E | 03:10, 07:10, 11:10, 15:10, 19:10, 23:10  | 320     | non    |
| U  | Mondolfo       | ITA       | 43° 44′ 52″ N, 13° 08′ 30″ E       | 03:20, 07:20, 11:20, 15:20, 19:20, 23:20  | 320     | oui    |
| V  | Augusta        | ITA       | 38° 52′ 23″ N, 16° 43′ 11″ E       | 03:30, 07:30, 11:30, 15:30, 19:30, 23:30  | 320     | oui    |
| W  | Cross La Garde | FRA       | 43° 06′ 15,5″ N, 5° 59′ 29″ E      | 03:40, 07:40, 11:40, 15:40, 19:40, 23:40  | 250     | oui    |
| X  | Cabo de la Nao | ESP       | 38° 43′ 23,73″ N, 0° 09′ 40,92″ E  | 03:50, 07:50, 11:50, 15:50, 19:50, 23:50  | 300     | oui    |

490 kHz (national)
| ID | Station        | Opérateur | Position                          | Heures de transmission (UTC)             | Portée  | Active |
| -- | -------------- | --------- | --------------------------------- | ---------------------------------------- | ------- | ------ |
| A  | Samsun         | TUR       | 41° 23′ 12″ N, 36° 11′ 18″ E      | 00:00, 04:00, 08:00, 12:00, 16:00, 20:00 | 250-400 | oui    |
| B  | Istanbul       | TUR       | 41° 04′ N, 28° 57′ E              | 00:10, 04:10, 08:10, 12:10, 16:10, 20:10 | 250-400 | oui    |
| C  | Izmir          | TUR       | 38° 16′ 33″ N, 26° 16′ 03″ E      | 00:20, 04:20, 08:20, 12:20, 16:20, 20:20 | 250-400 | oui    |
| D  | Antalya        | TUR       | 36° 09′ 09″ N, 32° 26′ 24″ E      | 00:30, 04:30, 08:30, 12:30, 16:30, 20:30 | 250-400 | oui    |
| E  | Mondolfo       | ITA       | 43° 44′ 52″ N, 13° 08′ 30″ E      |                                          |         | oui    |
| I  | La Maddalena   | ITA       | 41° 13′ 22″ N, 9° 23′ 56″ E       |                                          |         | oui    |
| L  | Constanța      | ROU       | 44° 06′ 19″ N, 28° 37′ 49,4″ E    | 01:50, 05:50, 09:50, 13:50, 17:50, 21:50 | 400     | oui    |
| M  | Cabo de la Nao | ESP       | 38° 43′ 23,73″ N, 0° 09′ 40,92″ E | 02:00, 06:00, 10:00, 14:00, 18:00, 22:00 | 300     | oui    |
| P  | Kerkyra        | GRC       | 39° 36′ 26″ N, 19° 53′ 27″ E      | 02:30, 06:30, 10:30, 14:30, 18:30, 22:30 |         | oui    |
| Q  | Iraklio        | GRC       | 35° 19′ 22,3″ N, 25° 44′ 56,35″ E | 02:40, 06:40, 10:40, 14:40, 18:40, 22:40 |         | oui    |
| R  | Limnos         | GRC       | 39° 54′ 23″ N, 25° 10′ 53″ E      | 02:50, 06:50, 10:50, 14:50, 18:50, 22:50 |         | oui    |
| S  | Cross La Garde | FRA       | 43° 06′ 15,5″ N, 5° 59′ 29″ E     | 03:00, 07:00, 11:00, 15:00, 19:00, 23:00 | 250     | oui    |
| W  | Sellia Marina  | ITA       | 38° 52′ 23″ N, 16° 43′ 11″ E      |                                          |         | oui    |

## Navarea 4 – Atlantique Ouest
518 kHz (international)
| Area | kHz | ID | Station                    | Opérateur  | Position                           | Heures de transmission (UTC)             | Portée | Qctive |
| ---- | --- | -- | -------------------------- | ---------- | ---------------------------------- | ---------------------------------------- | ------ | ------ |
| 4    | 518 | A  | Miami                      | É-U        | 25° 37′ 34,41″ N, 80° 23′ 00,28″ O | 00:00, 04:00, 08:00, 12:00, 16:00, 20:00 | 240    | oui    |
| 4    | 518 | B  | Saint George's (Bermudes)  | BER        | 32° 22′ 49,4″ N, 64° 40′ 58″ O     | 00:10, 04:10, 08:10, 12:10, 16:10, 20:10 | 280    | oui    |
| 4    | 518 | C  | Rivière-au-Renard          | CAN        | 50° 11′ 42″ N, 66° 06′ 35,6″ O     | 00:20, 04:20, 08:20, 12:20, 16:20, 20:20 | 300    | oui    |
| 4    | 518 | E  | Charleston                 | É-U        | 32° 50,67′ N, 79° 57′ O            | 00:40, 04:40, 08:40, 12:40, 16:40, 20:40 | 200    | non    |
| 4    | 518 | E  | Savannah (Géorgie)         | É-U        | 32° 08′ 22,65″ N, 81° 41′ 48,56″ O | 00:40, 04:40, 08:40, 12:40, 16:40, 20:40 | 200    | non    |
| 4    | 518 | F  | Boston                     | É-U        | 41° 42′ 35,4″ N, 70° 29′ 54,07″ O  | 00:50, 04:50, 08:50, 12:50, 16:50, 20:50 | 200    | oui    |
| 4    | 518 | G  | La Nouvelle-Orléans        | É-U        | 29° 53′ 04,65″ N, 89° 56′ 44,2″ O  | 01:00, 05:00, 09:00, 13:00, 17:00, 21:00 | 200    | oui    |
| 4    | 518 | H  | Wiarton                    | CAN        | 44° 56′ 13,6″ N, 81° 14′ 00,48″ O  | 01:10, 05:10, 09:10, 13:10, 17:10, 21:10 | 300    | oui    |
| 4    | 518 | H  | Curaçao                    | NLD        | 12° 10′ 23,51″ N, 68° 51′ 53,71″ O | 01:10, 05:10, 09:10, 13:10, 17:10, 21:10 | 400    | oui    |
| 4    | 518 | N  | Portsmouth                 | É-U        | 36° 43′ 34,83″ N, 76° 00′ 28,42″ O | 02:10, 06:10, 10:10, 14:10, 18:10, 22:10 | 280    | oui    |
| 4    | 518 | O  | Saint-Jean de Terre-Neuve  | CAN        | 47° 36′ 40″ N, 52° 40′ 01″ O       | 02:20, 06:20, 10:20, 14:20, 18:20, 22:20 | 300    | oui    |
| 4    | 518 | P  | Thunder Bay (Ontario)      | CAN        | 48° 33′ 48,65″ N, 88° 39′ 22,72″ O | 02:30, 06:30, 10:30, 14:30, 18:30, 22:30 | 300    | oui    |
| 4    | 518 | Q  | Sydney (Nouvelle-Écosse)   | CAN        | 46° 11′ 08″ N, 59° 53′ 37″ O       | 02:40, 06:40, 10:40, 14:40, 18:40, 22:40 | 300    | oui    |
| 4    | 518 | R  | Isabella                   | Porto Rico | 18° 28′ 00,06″ N, 67° 04′ 18,55″ O | 02:50, 06:50, 10:50, 14:50, 18:50, 22:50 | 200    | oui    |
| 4    | 518 | T  | Iqaluit                    | CAN        | 63° 43′ 53″ N, 68° 32′ 35,4″ O     | 03:10, 07:10, 11:10, 15:10, 19:10, 23:10 | 300    | oui    |
| 4    | 518 | U  | Yarmouth (Nouvelle-Écosse) | CAN        | 43° 44′ 39,32″ N, 66° 07′ 18,43″ O | 03:20, 07:20, 11:20, 15:20, 19:20, 23:20 | 300    | oui    |
| 4    | 518 | W  | Kook Island (Nuuk)         | DNK        | 64° 04′ 01,26″ N, 52° 00′ 45,4″ O  | 03:40, 07:40, 11:40, 15:40, 19:40, 23:40 | 400    | oui    |
| 4    | 518 | X  | Labrador                   | CAN        | 53° 42′ 31″ N, 57° 01′ 18″ O       | 03:50, 07:50, 11:50, 15:50, 19:50, 23:50 | 300    | oui    |

490 kHz (national)
| Area | kHz | ID | Station                    | Opérateur | Position                                         | Heures de transmission (UTC)             | Portée | Active |
| ---- | --- | -- | -------------------------- | --------- | ------------------------------------------------ | ---------------------------------------- | ------ | ------ |
| 4    | 490 | D  | Rivière-au-Renard          | CAN       | 50° 11′ 42″ N, 66° 06′ 35,6″ O                   | 00:35, 04:35, 08:35, 12:35, 16:35, 20:35 | 300    | oui    |
| 4    | 490 | J  | Sydney (Nouvelle-Écosse)   | CAN       | 46° 11′ 08″ N, 59° 53′ 37″ O                     | 02:55, 06:55, 10:55, 14:55, 18:55, 22:55 | 300    | oui    |
| 4    | 490 | S  | Iqaluit                    | CAN       | 63° 43′ 53″ N, 68° 32′ 35,4″ O                   | 03:00, 07:00, 11:00, 15:00, 19:00, 23:00 | 300    | oui    |
| 4    | 490 | V  | Yarmouth (Nouvelle-Écosse) | CAN       | 43° 44′ 39,32″ N, 66° 07′ 18,43″ O(needs region) | 03:35, 07:35, 11:35, 15:35, 19:35, 23:35 | 300    | oui    |

## Navarea 5 – Brésil
Pas de stations NAVTEXT disponible

## Navarea 6 – Argentine, Uruguay
518 kHz (international)
| Area | kHz | ID | Station            | Opérateur | Position             | Heures de transmission (UTC)             | Portée | Active |
| ---- | --- | -- | ------------------ | --------- | -------------------- | ---------------------------------------- | ------ | ------ |
| 6    | 518 | F  | La Paloma          | URG       | 34° 40′ S, 54° 09′ O | 00:50, 04:50, 08:50, 12:50, 16:50, 20:50 | 280    | oui    |
| 6    | 518 | M  | Ushuaïa            | ARG       | 54° 48′ S, 68° 18′ O | 02:00, 06:00, 10:00, 14:00, 18:00, 22:00 | 280    | non    |
| 6    | 518 | N  | Río Gallegos       | ARG       | 51° 37′ S, 69° 13′ O | 02:10, 06:10, 10:10, 14:10, 18:10, 22:10 | 280    | oui    |
| 6    | 518 | O  | Comodoro Rivadavia | ARG       | 45° 51′ S, 67° 25′ O | 02:20, 06:20, 10:20, 14:20, 18:20, 22:20 | 280    | oui    |
| 6    | 518 | P  | Bahía Blanca       | ARG       | 38° 43′ S, 62° 06′ O | 02:30, 06:30, 10:30, 14:30, 18:30, 22:30 | 280    | oui    |
| 6    | 518 | Q  | Mar del Plata      | ARG       | 38° 03′ S, 57° 32′ O | 02:40, 06:40, 10:40, 14:40, 18:40, 22:40 | 280    | oui    |
| 6    | 518 | R  | Buenos Aires       | ARG       | 34° 36′ S, 58° 22′ O | 02:50, 06:50, 10:50, 14:50, 18:50, 22:50 | 560    | oui    |

490 kHz (national)
| Area | kHz | ID | Station            | Opérateur | Position             | Heures de transmission (UTC)             | Portée | Active |
| ---- | --- | -- | ------------------ | --------- | -------------------- | ---------------------------------------- | ------ | ------ |
| 6    | 490 | A  | La Paloma          | URG       | 34° 40′ S, 54° 09′ O | 00:00, 04:00, 08:00, 12:00, 16:00, 20:00 | 280    | oui    |
| 6    | 490 | A  | Ushuaïa            | ARG       | 54° 48′ S, 68° 18′ O | 00:00, 04:00, 08:00, 12:00, 16:00, 20:00 | 280    | oui    |
| 6    | 490 | B  | Río Gallegos       | ARG       | 51° 37′ S, 69° 13′ O | 00:10, 04:10, 08:10, 12:10, 16:10, 20:10 | 280    | non    |
| 6    | 490 | C  | Comodoro Rivadavia | ARG       | 45° 51′ S, 67° 25′ O | 00:20, 04:20, 08:20, 12:20, 16:20, 20:20 | 280    | non    |
| 6    | 490 | D  | Bahía Blanca       | ARG       | 38° 43′ S, 62° 06′ O | 00:30, 04:30, 08:30, 12:30, 16:30, 20:30 | 280    | non    |
| 6    | 490 | E  | Mar del Plata      | ARG       | 38° 03′ S, 57° 32′ O | 00:40, 04:40, 08:40, 12:40, 16:40, 20:40 | 280    | non    |
| 6    | 490 | F  | Buenos Aires       | ARG       | 34° 36′ S, 58° 22′ O | 00:50, 04:50, 08:50, 12:50, 16:50, 20:50 | 560    | non    |

## Navarea 7 – Sud de l'Afrique
518 kHz (international)
| Area | kHz | ID | Station        | Opérateur | Position                           | Heures de transmission (UTC)             | Portée | Active |
| ---- | --- | -- | -------------- | --------- | ---------------------------------- | ---------------------------------------- | ------ | ------ |
| 7    | 518 | B  | Walvis Bay     | NMB       | 23° 03′ 23,94″ S, 14° 37′ 27,6″ E  | 00:10, 04:10, 08:10, 12:10, 16:10, 20:10 | 378    | oui    |
| 7    | 518 | C  | Le Cap         | AFS       | 33° 41′ 06,46″ S, 18° 42′ 46,66″ E | 00:20, 04:20, 08:20, 12:20, 16:20, 20:20 | 500    | oui    |
| 7    | 518 | I  | Port Elizabeth | AFS       | 34° 02′ 12,2″ S, 25° 33′ 21″ E     | 01:20, 05:20, 09:20, 13:20, 17:20, 21:20 | 500    | oui    |
| 7    | 518 | O  | Durban         | AFS       | 29° 48′ 17,4″ S, 30° 48′ 56,28″ E  | 02:20, 06:20, 10:20, 14:20, 18:20, 22:20 | 500    | oui    |

## Navarea 8 – Inde
518 kHz (international)
| Area | kHz | ID | Station              | Opérateur | Position                           | Heures de transmission (UTC)             | Portée | Active |
| ---- | --- | -- | -------------------- | --------- | ---------------------------------- | ---------------------------------------- | ------ | ------ |
| 8    | 518 | C  | Port Louis (Maurice) | MAU       | 20° 10′ 01,52″ S, 57° 28′ 41,38″ E | 00:20, 04:20, 08:20, 12:20, 16:20, 20:20 | 400    | oui    |
| 8    | 518 | G  | Bombay               | IND       | 19° 04′ 59,66″ N, 72° 50′ 02,52″ E | 01:00, 05:00, 09:00, 13:00, 17:00, 21:00 | 300    | oui    |
| 8    | 518 | P  | Chennai              | IND       | 13° 04′ 58″ N, 80° 17′ 14″ E       | 02:30, 06:30, 10:30, 14:30, 18:30, 22:30 | 300    | oui    |

## Navarea 9 – Arabie
518 kHz (international)
| ID | Station             | Opérateur | Position                           | État  | Heures de transmission (UTC)             | Portée | Active |
| -- | ------------------- | --------- | ---------------------------------- | ----- | ---------------------------------------- | ------ | ------ |
| A  | Bushehr             | IRN       | 28° 57′ 44,01″ N, 50° 49′ 22,06″ E | IR-06 | 00:00, 04:00, 08:00, 12:00, 16:00, 20:00 | 300    | oui    |
| B  | Hamala              | BHR       | 26° 09′ 25,8″ N, 50° 28′ 35,94″ E  | BH    | 00:10, 04:10, 08:10, 12:10, 16:10, 20:10 | 300    | oui    |
| F  | Bandar Abbas        | IRN       | 27° 09′ 39,68″ N, 56° 13′ 31,36″ E | IR-23 | 00:50, 04:50, 08:50, 12:50, 16:50, 20:50 | 300    | oui    |
| H  | Jeddah              | ARS       | 21° 20′ 32″ N, 39° 09′ 21″ E       | SA    | 01:10, 05:10, 09:10, 13:10, 17:10, 21:10 | 390    | oui    |
| M  | Muscat              | OMA       | 23° 36′ 00″ N, 58° 30′ 00″ E       | OM    | 02:00, 06:00, 10:00, 14:00, 18:00, 22:00 | 270    | oui    |
| P  | Karachi             | PAK       | 24° 51′ 07″ N, 67° 02′ 33″ E       | PK-SD | 02:30, 06:30, 10:30, 14:30, 18:30, 22:30 | 400    | oui    |
| V  | Quseir              | EGY       | 26° 06′ 39,2″ N, 34° 16′ 48,3″ E   | EG-BA | 03:30, 07:30, 11:30, 15:30, 19:30, 23:30 | 400    | oui    |
| X  | Serapeum (Ismailia) | EGY       | 30° 28′ 13,12″ N, 32° 22′ 00,3″ E  | EG-IS | 03:50, 07:50, 11:50, 15:50, 19:50, 23:50 | 200    | oui    |

## Navarea 10 – Australie
Pas de stations NAVTEXT disponible
L'Australie diffuse ses messages (Maritime Safety Information — MSI) exclusivement par Inmarsat-C avec EGC (Enhanced Group Call) dans SafetyNet.

## Navarea 11 – Asie de l'Est
518 kHz (international)
| ID | Station           | Opérateur | Position                            | Heures de transmission (UTC)             | Active |
| -- | ----------------- | --------- | ----------------------------------- | ---------------------------------------- | ------ |
| A  | Jayapura          | INS       | 2° 31′ S, 140° 43′ E                | 00:00, 04:00, 08:00, 12:00, 16:00, 20:00 |        |
| B  | Ambon             | INS       | 3° 42′ S, 128° 12′ E                | 00:10, 04:10, 08:10, 12:10, 16:10, 20:10 |        |
| C  | Singapore         | SNG       | 1° 20′ N, 103° 42′ E                | 00:20, 04:20, 08:20, 12:20, 16:20, 20:20 |        |
| D  | Makassar          | INS       | 5° 06′ S, 119° 26′ E                | 00:30, 04:30, 08:30, 12:30, 16:30, 20:30 |        |
| E  | Jakarta           | INS       | 6° 07′ S, 106° 52′ E                | 00:40, 04:40, 08:40, 12:40, 16:40, 20:40 |        |
| E  | Hungnam           | KRE       | 39° 49′ 59,42″ N, 127° 41′ 08,16″ E |                                          |        |
| F  | Bangkok           | THA       | 13° 01′ 28″ N, 100° 01′ 11,04″ E    | 00:50, 04:50, 08:50, 12:50, 16:50, 20:50 |        |
| G  | Naha              | JPN       | 26° 09′ N, 127° 46′ E               | 01:00, 05:00, 09:00, 13:00, 17:00, 21:00 |        |
| H  | Moji              | JPN       | 33° 57′ N, 130° 58′ E               | 01:10, 05:10, 09:10, 13:10, 17:10, 21:10 |        |
| I  | Puerto Princesa   | PHL       | 9° 44′ N, 118° 43′ E                | 01:20, 05:20, 09:20, 13:20, 17:20, 21:20 |        |
| I  | Yokohama          | JPN       | 35° 26′ N, 139° 38′ E               | 01:20, 05:20, 09:20, 13:20, 17:20, 21:20 |        |
| J  | Manila            | PHL       | 14° 35′ N, 121° 03′ E               | 01:30, 05:30, 09:30, 13:30, 17:30, 21:30 |        |
| J  | Otaru             | JPN       | 43° 12′ N, 141° 00′ E               | 01:30, 05:30, 09:30, 13:30, 17:30, 21:30 |        |
| K  | Davao City        | PHL       | 7° 04′ N, 125° 36′ E                | 01:40, 05:40, 09:40, 13:40, 17:40, 21:40 |        |
| K  | Kushiro           | JPN       | 42° 59′ N, 144° 23′ E               | 01:40, 05:40, 09:40, 13:40, 17:40, 21:40 |        |
| L  | Hongkong          | HKG       | 22° 12′ 33″ N, 114° 15′ 22″ E       | 01:50, 05:50, 09:50, 13:50, 17:50, 21:50 |        |
| M  | Sanya             | CHN       | 18° 13′ 56″ N, 109° 29′ 45″ E       | 02:00, 06:00, 10:00, 14:00, 18:00, 22:00 |        |
| N  | Guangzhou         | CHN       | 23° 09′ N, 113° 29′ E               | 02:10, 06:10, 10:10, 14:10, 18:10, 22:10 |        |
| O  | Fuzhou            | CHN       | 26° 01′ 42,76″ N, 119° 18′ 19,6″ E  | 02:20, 06:20, 10:20, 14:20, 18:20, 22:20 |        |
| P  | Da Nang           | VTN       | 16° 05′ N, 108° 14′ E               | 02:30, 06:30, 10:30, 14:30, 18:30, 22:30 |        |
| P  | Chilung           | TWN       | 25° 09′ N, 121° 44′ E               | 02:30, 06:30, 10:30, 14:30, 18:30, 22:30 | non    |
| P  | Kaohsiung         | TWN       | 22° 29′ N, 120° 25′ E               | 02:30, 06:30, 10:30, 14:30, 18:30, 22:30 | non    |
| Q  | Shanghai          | CHN       | 31° 06′ 32″ N, 121° 32′ 39″ E       | 02:40, 06:40, 10:40, 14:40, 18:40, 22:40 |        |
| R  | Dalian            | CHN       | 38° 50′ 42,88″ N, 121° 31′ 05″ E    | 02:50, 06:50, 10:50, 14:50, 18:50, 22:50 |        |
| S  | Sandakan          | MLA       | 5° 53′ 45,19″ N, 118° 00′ 10,98″ E  | 03:00, 07:00, 11:00, 15:00, 19:00, 23:00 |        |
| T  | Miri              | MLA       | 4° 26′ 16,8″ N, 114° 01′ 15,2″ E    | 03:10, 07:10, 11:10, 15:10, 19:10, 23:10 |        |
| U  | Penang            | MLA       | 5° 25′ 30″ N, 100° 24′ 11″ E        | 03:20, 07:20, 11:20, 15:20, 19:20, 23:20 |        |
| V  | Guam              | GUM       | 13° 28′ 28,02″ N, 144° 50′ 39,8″ E  | 01:00, 05:00, 09:00, 13:00, 17:00, 21:00 |        |
| V  | Jukbyeon          | KOR       | 37° 03′ N, 129° 25′ E               | 03:30, 07:30, 11:30, 15:30, 19:30, 23:30 |        |
| W  | Byeonsan          | KOR       | 35° 36′ N, 126° 29′ E               | 03:40, 07:40, 11:40, 15:40, 19:40, 23:40 |        |
| X  | Ho-Chi-Minh-Stadt | VTN       | 10° 42′ 11,94″ N, 106° 43′ 44,9″ E  | 03:50, 07:50, 11:50, 15:50, 19:50, 23:50 |        |

490 kHz (national)
| ID | Station   | Opérateur | Position                            | Heures de transmission (UTC)             | Portée | Active |
| -- | --------- | --------- | ----------------------------------- | ---------------------------------------- | ------ | ------ |
| J  | Jukbyeon  | KOR       | 37° 03′ N, 129° 25′ E               | 01:30, 05:30, 09:30, 13:30, 17:30, 21:30 | 200    | oui    |
| K  | Byeonsan  | KOR       | 35° 36′ N, 126° 29′ E               | 01:40, 05:40, 09:40, 13:40, 17:40, 21:40 | 200    | oui    |
| W  | Hai Phong | VTN       | 20° 51′ 02,94″ N, 106° 44′ 01,72″ E | 02:30, 06:30, 10:30, 14:30, 18:30, 22:30 | 400    | oui    |

424 kHz (Transmissions en langue japonaise)
| ID | Station  | Opérateur | Position              | Heures de transmission (UTC)             | Portée | Active |
| -- | -------- | --------- | --------------------- | ---------------------------------------- | ------ | ------ |
| G  | Naha     | JPN       | 26° 05′ N, 127° 40′ E | 00:00, 04:00, 08:00, 12:00, 16:00, 20:00 | 400    | oui    |
| H  | Moji     | JPN       | 34° 01′ N, 130° 56′ E | 00:17, 04:17, 08:17, 12:17, 16:17, 20:17 | 400    | oui    |
| I  | Yokohama | JPN       | 35° 14′ N, 139° 55′ E | 00:34, 04:34, 08:34, 12:34, 16:34, 20:34 | 400    | oui    |
| J  | Otaru    | JPN       | 43° 19′ N, 140° 27′ E | 00:51, 04:51, 08:51, 12:51, 16:51, 20:51 | 400    | oui    |
| K  | Kushiro  | JPN       | 42° 57′ N, 144° 36′ E | 01:08, 05:08, 09:08, 13:08, 17:08, 21:08 | 400    | oui    |

## Navarea 12 – Pacifique Est
518 kHz (international)
| Area | kHz | ID | Station       | Opérateur | Position                            | Heures de transmission (UTC)             | Portée | Active |
| ---- | --- | -- | ------------- | --------- | ----------------------------------- | ---------------------------------------- | ------ | ------ |
| 12   | 518 | C  | San Francisco | USA       | 37° 55′ 32,66″ N, 122° 44′ 02,6″ O  | 00:20, 04:20, 08:20, 12:20, 16:20, 20:20 |        |        |
| 12   | 518 | D  | Prince Rupert | CAN       | 54° 17′ 54,67″ N, 130° 25′ 03,61″ O | 00:30, 04:30, 08:30, 12:30, 16:30, 20:30 |        |        |
| 12   | 518 | H  | Tofino        | CAN       | 48° 55′ 31,72″ N, 125° 32′ 25,1″ O  | 01:10, 05:10, 09:10, 13:10, 17:10, 21:10 |        |        |
| 12   | 518 | J  | Kodiak        | ALS       | 57° 46′ 53,78″ N, 152° 32′ 15,3″ O  | 01:30, 05:30, 09:30, 13:30, 17:30, 21:30 |        |        |
| 12   | 518 | L  | Ayora         | EQA       | 0° 45′ S, 90° 19′ O                 | 01:50, 05:50, 09:50, 13:50, 17:50, 21:50 |        |        |
| 12   | 518 | M  | Guayaquil     | EQA       | 2° 17′ S, 80° 01′ O                 | 02:00, 06:00, 10:00, 14:00, 18:00, 22:00 |        |        |
| 12   | 518 | O  | Honolulu      | HWA       | 21° 26′ 13,27″ N, 158° 08′ 35,66″ O | 02:20, 06:20, 10:20, 14:20, 18:20, 22:20 |        |        |
| 12   | 518 | Q  | Cambria       | USA       | 35° 31′ 27,47″ N, 121° 03′ 42,92″ O | 02:40, 06:40, 10:40, 14:40, 18:40, 22:40 |        |        |
| 12   | 518 | W  | Astoria       | USA       | 46° 12′ 14,36″ N, 123° 57′ 20,3″ O  | 03:40, 07:40, 11:40, 15:40, 19:40, 23:40 |        |        |
| 12   | 518 | X  | Kodiak        | ALS       | 57° 46′ 53,78″ N, 152° 32′ 15,3″ O  | 03:50, 07:50, 11:50, 15:50, 19:50, 23:50 |        |        |

490 kHz (national)
| Area | kHz | ID | Station | Opérateur | Position            | Heures de transmission (UTC)             | Portée | Active |
| ---- | --- | -- | ------- | --------- | ------------------- | ---------------------------------------- | ------ | ------ |
| 12   | 490 | A  | Ayora   | EQA       | 0° 45′ S, 90° 19′ O | 00:00, 04:00, 08:00, 12:00, 16:00, 20:00 |        |        |

## Navarea 13 – Russie
518 kHz (international)
| Area | kHz | ID | Station      | Opérateur | Position                           | Heures de transmission (UTC)             | Portée | Active |
| ---- | --- | -- | ------------ | --------- | ---------------------------------- | ---------------------------------------- | ------ | ------ |
| 13   | 518 | B  | Kholmsk      | RUS       | 47° 01′ 24,8″ N, 142° 02′ 42,2″ E  | 00:10, 04:10, 08:10, 12:10, 16:10, 20:10 | 300    | oui    |
| 13   | 518 | C  | Mourmansk    | RUS       | 68° 51′ 56,89″ N, 33° 04′ 14,74″ E | 00:20, 04:20, 08:20, 12:20, 16:20, 20:20 | 300    | oui    |
| 13   | 518 | F  | Archangelsk  | RUS       | 64° 33′ 22,6″ N, 40° 33′ 00,1″ E   | 00:50, 04:50, 08:50, 12:50, 16:50, 20:50 | 300    | oui    |
| 13   | 518 | C  | Petropavlosk | RUS       | 53° 14′ 52″ N, 158° 25′ 10,1″ E    | 00:20, 04:20, 08:20, 12:20, 16:20, 20:20 | 300    | non    |
| 13   | 518 | W  | Astrakhan    | RUS       | 46° 17′ 48,1″ N, 47° 59′ 52″ E     | 03:40, 07:40, 11:40, 15:40, 19:40, 23:40 | 250    | oui    |
| 13   | 518 | A  | Vladivostok  | RUS       | 43° 22′ 53,3″ N, 131° 53′ 59,5″ E  | 00:00, 04:00, 08:00, 12:00, 16:00, 20:00 | 230    | oui    |
| 13   | 518 | G  | Okhotsk      | RUS       | 59° 22′ N, 143° 12′ E              | 01:00, 05:00, 09:00, 13:00, 17:00, 21:00 | 300    | oui    |
| 13   | 518 | D  | Magadan      | RUS       | 59° 41′ N, 150° 09′ E              | 00:30, 04:30, 08:30, 12:30, 16:30, 20:30 | 120    |        |

## Navarea 14 – Nouvelle-Zélande, Pacifique Sud
Pas de stations NAVTEXT disponible

## Navarea 15 – Chili
518 kHz (international)
| Area | kHz | ID | Station       | Opérateur | Position                           | Heures de transmission (UTC) | Portée | Active | Langue   |
| ---- | --- | -- | ------------- | --------- | ---------------------------------- | ---------------------------- | ------ | ------ | -------- |
| 15   | 518 | A  | Antofagasta   | CHL       | 23° 29′ 28,8″ S, 70° 25′ 29,2″ O   | 04:00, 12:00 20:00           | 300    | oui    | anglais  |
| 15   | 518 | B  | Valparaíso    | CHL       | 32° 48′ 08″ S, 71° 29′ 06″ O       | 04:10, 12:10, 20:10          | 300    | oui    | anglais  |
| 15   | 518 | C  | Talcahuano    | CHL       | 36° 42′ 54,2″ S, 73° 06′ 28,8″ O   | 04:20, 12:20, 20:20          | 300    | oui    | anglais  |
| 15   | 518 | D  | Puerto Montt  | CHL       | 41° 29′ 23,94″ S, 72° 57′ 27,88″ O | 04:30, 12:30, 20:30          | 300    | oui    | anglais  |
| 15   | 518 | E  | Punta Arenas  | CHL       | 52° 56′ 53,2″ S, 71° 03′ 25″ O     | 04:40, 12:40, 20:40          | 300    | oui    | anglais  |
| 15   | 518 | F  | Easter Island | CHL       | 27° 09′ S, 109° 25′ O              | 04:50, 12:50, 20:50          | 300    | oui    | anglais  |
| 15   | 518 | G  | Easter Island | CHL       | 27° 09′ S, 109° 25′ O              | 00:50, 08:50, 16:50          | 300    | oui    | espagnol |
| 15   | 518 | H  | Antofagasta   | CHL       | 23° 29′ 28,8″ S, 70° 25′ 29,2″ O   | 00:00, 08:00, 16:00          | 300    | oui    | espagnol |
| 15   | 518 | I  | Valparaíso    | CHL       | 32° 48′ 08″ S, 71° 29′ 06″ O       | 00:10, 08:10, 16:10          | 300    | oui    | espagnol |
| 15   | 518 | J  | Talcahuano    | CHL       | 36° 42′ 54,2″ S, 73° 06′ 28,8″ O   | 00:20, 08:20, 16:20          | 300    | oui    | espagnol |
| 15   | 518 | K  | Puerto Montt  | CHL       | 41° 29′ 23,94″ S, 72° 57′ 27,88″ O | 00:30, 08:30, 16:30          | 300    | oui    | espagnol |
| 15   | 518 | L  | Punta Arenas  | CHL       | 52° 56′ 53,2″ S, 71° 03′ 25″ O     | 00:40, 08:40, 16:40          | 300    | oui    | espagnol |

## Navarea 16 – Pérou
518 kHz (international)
| Area | kHz   | ID | Station  | Opérateur | Position             | Heures de transmission (UTC)             | Portée | Active |
| ---- | ----- | -- | -------- | --------- | -------------------- | ---------------------------------------- | ------ | ------ |
| 16   | 518.0 | S  | Paita    | PRU       | 5° 05′ S, 81° 07′ O  | 03:00, 07:00, 11:00, 15:00, 19:00, 23:00 | 200    | yes    |
| 16   | 518.0 | U  | Callao   | PRU       | 12° 30′ S, 77° 09′ O | 03:20, 07:20, 11:20, 15:20, 19:20, 23:20 | 200    | oui    |
| 16   | 518.0 | W  | Mollendo | PRU       | 17° 01′ S, 72° 01′ O | 03:40, 07:40, 11:40, 15:40, 19:40, 23:40 | 200    | oui    |

## Navtex en 4 MHz (4209.5 kHz)
| Area   | kHz    | ID | Station             | Opérateur | Position                          | Heures de transmission (UTC)             | Portée | Active |
| ------ | ------ | -- | ------------------- | --------- | --------------------------------- | ---------------------------------------- | ------ | ------ |
| III    | 4209.5 | M  | Istanbul            | TUR       | 41° 04′ N, 28° 57′ E              | 02:00, 06:00, 10:00, 14:00, 18:00, 22:00 |        | oui    |
| III-IX | 4209.5 | X  | Serapeum (Ismailia) | EGY       | 30° 28′ 13,12″ N, 32° 22′ 00,3″ E | 07:50, 11:50                             |        | oui    |
| III    | 4209.5 | S  | Iraklio             | GRC       | 35° 19′ 22,3″ N, 25° 44′ 56,35″ E | 03:00, 07:00, 11:00, 15:00, 19:00, 23:00 |        | oui    |
| IV     | 4209.5 |    | Veracruz            | MEX       | 19° 09′ N, 96° 07′ O              |                                          |        | non    |
| IV     | 4209.5 |    | Cozumel             | MEX       | 20° 16′ N, 86° 44′ O              |                                          |        | non    |
| IV     | 4209.5 | G  | New Orleans         | USA       | 29° 53′ 04,65″ N, 89° 56′ 44,2″ O | 03:00, 07:00, 11:00, 15:00, 19:00, 23:00 | 425    | oui    |
| XI     | 4209.5 | Q  | Shanghai            | CHN       | 31° 06′ 32″ N, 121° 32′ 39″ E     | 18:40                                    |        | oui    |
| XI     | 4209.5 | W  | Haiphong            | VTN       | 20° 44′ N, 106° 44′ E             | 02:30, 06:30, 10:30, 14:30, 18:30, 22:30 |        | oui    |
| XII    | 4209.5 |    | La Paz              | MEX       | 24° 08′ N, 110° 17′ O             |                                          |        | non    |
| XII    | 4209.5 |    | Manzanillo          | MEX       | 19° 05′ N, 104° 18′ O             |                                          |        | non    |
| XII    | 4209.5 |    | Salina Cruz         | MEX       | 16° 09′ N, 95° 12′ O              |                                          |        | non    |